# Wladimir Baranoff-Rossiné
Vladimir Davidovich Baranoff-Rossiné (em russo:  Владимир Давидович Баранов-Россине) (1888–1944) foi um pintor, artista de vanguarda e inventor russo-francês integrado na estética cubo-futurista.

## Biografia
Vladimir Baranov-Rossiné nasceu em Kherson, no Império Russo, de pais de etnia Judaica Em 1902 estudou na Escola da Sociedade para o Avanço nas Artes em São Petersburgo. Entre 1903 e 1907 frequentou a Academia IMperial de Artes na mesma cidade. Em 1908 expõe com o grupo Zveno (A Ligação) em Kiev organizado pelo artista David Burliuk e pelo seu irmão Wladimir Burliuk. 
Em 1910 muda-se para Paris, onde nos próximos quatro anos viveria na colónia de artistas La Ruche juntamente com Alexander Archipenko, Sonia Delaunay-Terk e Nathan Altman entre outros. Expôs regularmente na cidade a partir de 1911. Regressou à Rússia em 1914. Dois anos mais tarde tem uma exposição individual em Oslo. Em 1918 expõe em conjunto com a união de artistas Mir Iskusstva ("Mundo da Arte") em São Petersburgo. No mesmo ano tem uma exposição conjunta com o grupo Sociedade Judaica para o Avanço nas Artes em Moscovo, conjuntamente com Nathan Altman, El Lissitzky e David Shterenberg. Participou também na Primeira Exposição Livre Estatal de Arte em São Petresburgo em 1919.
No ano de 1922 torna-se professor da escola artística VKhUTEMAS em Moscovo. Em 1924 vê a primeira apresentação pública do seu piano optofónico durante uma peça no Teatro Bolshoi em Moscovo, um instrumento sinestésico capaz de criar sons, luzes coloridas, padrões e texturas simultaneamente.
Em 1925 emigrou para França. Em experimentação contínua, Baranov-Rossine aplicou a arte das cores à arte militar com a técnica da camuflagem, o que seria feito com Robert Delaunay. Baranov-Rossiné é creditado com a autoria do camuflagem militar dinâmica.Baranov-Rossine is credited as an author of pointillist or dynamic military camouflage. Inventou também um "fotocromómetro" que permitia a determinação da qualidade de pedras preciosas. Noutro campo, aperfeiçoou uma máquina que produzia, esterelizava e distribuía bebidas gasosas, a "Multiperco", invenção que receberia inúmeros prémios à época.
Durante a ocupação Alemã, Baranov-Rossine que era de origem Judaica, foi deportado para um campo de concentração Alemão, onde morreria em 1944.